# Vladimir Zjigili
Vladimir Viktorovitsj Zjigili (Russisch: Владимир Викторович Жигилий) (Aleksandrovka, Oblast Charkov, 16 december 1952) is een Russisch basketballer van Oekraïens afkomst die uitkwam voor het basketbalteam van de Sovjet-Unie. Hij kreeg de Onderscheiding Meester in de sport van de Sovjet-Unie in 1974 en Meester in de sport van de Sovjet-Unie, Internationale Klasse in 1974.

## Carrière
Zjigili maakte deel uit van het nationale basketbalteam van de Sovjet-Unie van 1974 tot 1980. Als speler van het Sovjet team, won Zjigili één gouden medailles op het Europese kampioenschappen van 1979 en brons op de Olympische Spelen in 1976 en 1980. Hij won op de wereldkampioenschappen, een gouden (1974) en één zilveren (1978) medailles. Zjigili speelde het langst voor Dinamo Moskou waar hij vier keer derde werd om het landskampioenschap van de Sovjet-Unie.

## Privé
Vladimir Zjigili is getrouwd met Ljoedmila Vasilievna Zjigili (geboortenaam: Borozna) (geboren in 1954). Zij is een volleybalspeler die speelde voor de Sovjet-Unie. Ze won de gouden medaille op Olympische Spelen in 1972. Ze hebben een zoon Vladimir (geboren in 1981). Hij is een Russische basketbalspeler.

## Erelijst
- Landskampioen Sovjet-Unie:
  - Derde: 1975, 1976, 1980, 1982
- Landskampioen Moldavië: 1
  - Winnaar: 1994
- Olympische Spelen:
  - Brons: 1976, 1980
- Wereldkampioenschap: 1
  - Goud: 1974
  - Zilver: 1978
- Europees kampioenschap: 1
  - Goud: 1979
  - Zilver: 1975, 1977